# Metafísica (Aristòtil)
Metafísica — τὰ μετὰ τὰ φυσικά (grec antic) — és un conjunt de tractats d'Aristòtil anomenats així pels estudiosos alexandrins perquè estaven situats després dels llibres dedicats a la física, potser a partir de l'ordenació d'Andrònic de Rodes.
En realitat, és una recopilació de diversos textos que tracten temes abstractes, sobretot l'ésser, diferents tipus de causalitat, forma i matèria, l'existència d'objectes matemàtics i el cosmos.
Com que tracten sobre qüestions referides a l'ésser, des d'aleshores s'anomena metafísica a la branca de la filosofia que tracta aquests temes. La compilació de la Metafísica ha esdevingut una de les obres més influents del pensament occidental, considerada en antologies com Great Books of the Western World i els principals manuals d'història de la filosofia. Els seus comentaristes van marcar de manera decisiva la filosofia antiga i medieval.

## Sumari de l'obra
En tractar-se d'un conjunt de notes destinades a la discussió i la docència, més que no pas un llibre estructurat, de vegades s'observen assumpcions i buits informatius en el text original, agrupat en 14 llibres que segueixen les lletres de l'alfabet grec. L'anàlisi textual demostra que sobre el redactat de l'autor es van afegir correccions, probablement dels seus deixebles. Aristòtil usava el terme "filosofia primera" per definir el assumpte d'aquests tractats.
La primera part de l'obra (llibres I - VI) efectua una introducció dels assumptes que després tractarà, definint conceptes bàsics i estudiant el que s'ha dit anteriorment sobre ells. La part central defineix la substància i la seva relació amb l'ésser (fins al llibre IX). En els llibres X i XI fa un excurs sobre nocions ja presentades, probablement destinat als alumnes. La següent part examina la cosmologia i la teologia com a ciències dels orígens. Els dos darrers tractats són un nou excurs, aquest cop sobre les matemàtiques per representar idees abstractes, oposades a les altres analitzades al llarg dels tractats anteriors.
A diferència de l'Ars Rhetorica, la Metafísica és un dels textos aristotèlics on s'efectua una crítica més sistemàtica de Plató i la seva teoria de les idees, expandint l'argument del tercer home i reduint tot l'ésser al món físic, fins i tot aquelles entitats eternes i abstractes. Els universals són abstraccions sobre els éssers particulars, però en formen part, i no tenen una existència en paral·lel.

### Alfa
El filòsof és aquell qui es pregunta el perquè de les coses i no es limita a descriure-les, per això cerca el primer principi, com han fet els pensadors que l'han precedit, dels quals efectua un breu repàs des de Tales de Milet a Plató. Critica que busquen sovint només un tipus de causalitat però que cal abordar-les totes (les seves quatre causes: material, formal, eficient i final) per entendre com funciona el món. El desig de saber neix de la curiositat i l'admiració per allò que envolta l'ésser humà i la seva recerca és el principal bé de l'existència.

### Petita alfa
En aquest llibre, anomenat així perquè refuta possibles objeccions als principis postulats al tractat anterior, explica que les causes no poden ser infinites, que ha d'haver una que desencadeni el procés de tot el que existeix.

### Beta
Enumera algunes de les qüestions que més preocupen els filòsofs, que ell resumeix en 14:
1. Existeix una causa de tot plegat (arque)?
2. Què és la ciència?
3. Existeix una única ciència per a totes les substàncies?
4. Quina diferència hi ha entre éssers que senten i els que no?
5. Existeix una ciència dels accidents de l'ésser?
6. Quins tipus de principis de l'ésser es poden establir?
7. Són iguals o diferents?
8. Existeix l'ésser compost com a separat dels seus components?
9. Què vol dir identitat?
10. Com funcionen els éssers incorruptibles?
11. És el mateix l'ésser que la substància?
12. La ciència pot establir principis universals?
13. Aquests principis es donen en potència o en acte?
14. Els nombres són substàncies?

Aquestes preguntes són les que intenta resoldre al llarg de la seva obra, tot i que sovint en un ordre diferent del plantejat en aquest llistat inicial.

### Gamma
Aquí apareix el principi de no contradicció, bàsic en lògica, que li permet definir els éssers de manera unívoca, tot i que existeixin diferents maneres de referir-se a l'ésser. Igualment critica el relativisme de Protàgores com a font d'error. Si no és possible acceptar una proposició i la seva oposada, cal buscar quina és vertadera i concloure que l'oposada serà falsa. Posteriorment indica que existeix una unitat de pensament entre tots els humans que els permet arribar a la veritat si s'esforcen. Una tasca essencial és delimitar els axiomes de cada ciència per poder elaborar construccions a partir d'ells.

### Delta
Comença a definir els conceptes principals de la resta de l'obra, fins a trenta mots essencials en la seva filosofia.

### Èpsilon
Divideix les ciències en pràctiques i teòriques, essent aquestes superiors perquè s'ocupen del saber en si mateix. La filosofia primera és per tant la ciència més important de totes, ja que parla de l'ésser en tant que ésser i és subjacent a les altres, ocupades de parts particulars de la realitat i no del seu conjunt. També diferencia entre aquells sabers necessaris i aquells que són d'aquesta manera només per accident, que relega per als sofistes, pels quals manifesta el mateix menyspreu que el seu mestre Plató.

### Zeta
Es considera que Zeta és un dels llibres claus de la Metafísica. En ell es defineix el concepte de substància, que és el substrat de les qualitats que defineixen un cos, unió de matèria i forma (hilemorfisme). Aquestes qualitats poden canviar si són accidentals però només alterant la substància canvia aquell cos i deixa de ser ell mateix. Els noms defineixen tant els cossos com les seves qualitats i permeten comunicar com són per a adquirir coneixement. Les qualitats equivalen a les enunciades en una obra anterior, les Categories. Els éssers poden ser generats per la natura, per art i per atzar, però no es pot afirmar que la matèria i la forma que componen l'ésser sorgeixin per separat. Un cop existeix un ésser amb una substància, aquesta pot ser causa d'altres éssers o canvis.

### Eta
Reflexiona sobre els conceptes d'unitat i diferència referits a l'ésser, analitzant els components de la matèria. Diferencia entre els éssers que canvien i els que es mantenen iguals, eterns. Els que canvien són objecte d'anàlisi de la física, mentre que els eterns pertanyen a la filosofia primera.

### Theta
Aquí s'introdueix una oposició clau en el pensament aristotèlic: la d'acte i potència, és a dir la diferència entre les possibilitats d'una entitat i allò que realment acaba esdevenint. La potència actua com a principi motor del canvi que fa evolucionar l'ésser. La relació entre els dos conceptes inclou el temps, cal que passi temps perquè la potència pugui convertir-se en acte. També relaciona aquesta distinció amb la de matèria i forma, ja que la forma és possibilitat igual que la potència però la matèria actualitza i alhora limita aquestes possibilitats existencials.

### Iota
Està centrat en el concepte d'identitat, allò que fa que quelcom sigui allò mateix i no qualsevol altra cosa, i com els canvis afecten a la seva identitat o la mantenen malgrat modificacions accidentals. Estudia els éssers animats i inanimats, que han de ser estudiats com a conjunt atès que són part d'un mateix cosmos o ordre.

### Kappa
Efectua un resum d'alguns dels conceptes de la física aristotèlica, especialment aquells de moviment, canvi i infinit.

### Lambda
Introdueix l'equivalència entre el primer motor i la divinitat, que serà un dels arguments usats pels filòsofs medievals per demostrar l'existència de Déu, per exemple Tomàs d'Aquino a les seves cinc vies. La idea central rau que si tot es mou i el moviment és causat per un agent, hi ha un moment en què s'arriba a un primer motor immòbil, seguint la lògica dels raonaments inclosos al tractat Petita alfa. Aquest motor immòbil equival al déu que és principi de tot el que existeix.

### Mi
Introdueix la filosofia de les matemàtiques. Les idees no són substàncies perquè no tenen realitat material, per tant els nombres no són substàncies.

### Ni
Analitza com es comporten els nombres, indicant que no poden ser causa de res, sinó una descripció, perquè no són substàncies. Llavors les matemàtiques, tot i ser importants, no poden ser la ciència primera, perquè estan mancades d'una part cabdal de la realitat.

## Traducció al català
La Metafísica ha estat traduïda al català per Miquel Candel Sanmartín, i publicada a la Col·lecció Fundació Bernat Metge (2018-2019).